# Paratriarius denotata
Paratriarius denotata is een keversoort uit de familie bladkevers (Chrysomelidae). De wetenschappelijke naam van de soort werd in 1891 gepubliceerd door Charles Joseph Gahan.